# Nationalratswahlkreis Bern-Nordjura
Der Nationalratswahlkreis Bern-Nordjura war ein Wahlkreis bei Wahlen in den Schweizer Nationalrat. Er bestand von 1890 bis 1919 (Einführung des heute üblichen Proporzwahlrechts) und umfasste ein Gebiet im Norden des Kantons Bern.

## Wahlverfahren
Hierbei handelte es sich um einen Pluralwahlkreis. Dies bedeutet, dass zwar mehrere Sitze zu verteilen waren, jedoch das Majorzwahlrecht zur Anwendung gelangte. Im Sinne der romanischen Mehrheitswahl benötigte ein Kandidat die absolute Mehrheit der Stimmen, um gewählt zu werden. Zur Verteilung aller Sitze waren unter Umständen mehrere Wahlgänge notwendig. Jeder Wähler hatte so viele Stimmen, wie Sitze zu vergeben waren.

## Bezeichnung und Sitzzahl
Bern-Nordjura ist eine inoffizielle geographische Bezeichnung. Im amtlichen Gebrauch üblich war eine über die gesamte Schweiz angewendete fortlaufende Nummerierung, geordnet nach der Reihenfolge der Kantone in der schweizerischen Bundesverfassung. Bern-Nordjura trug zunächst die Nummer 11, ab 1911 die Nummer 12.
Bern-Nordjura hatte zunächst 2 Sitze, ab 1902 standen 3 Sitze zur Verfügung.

## Ausdehnung

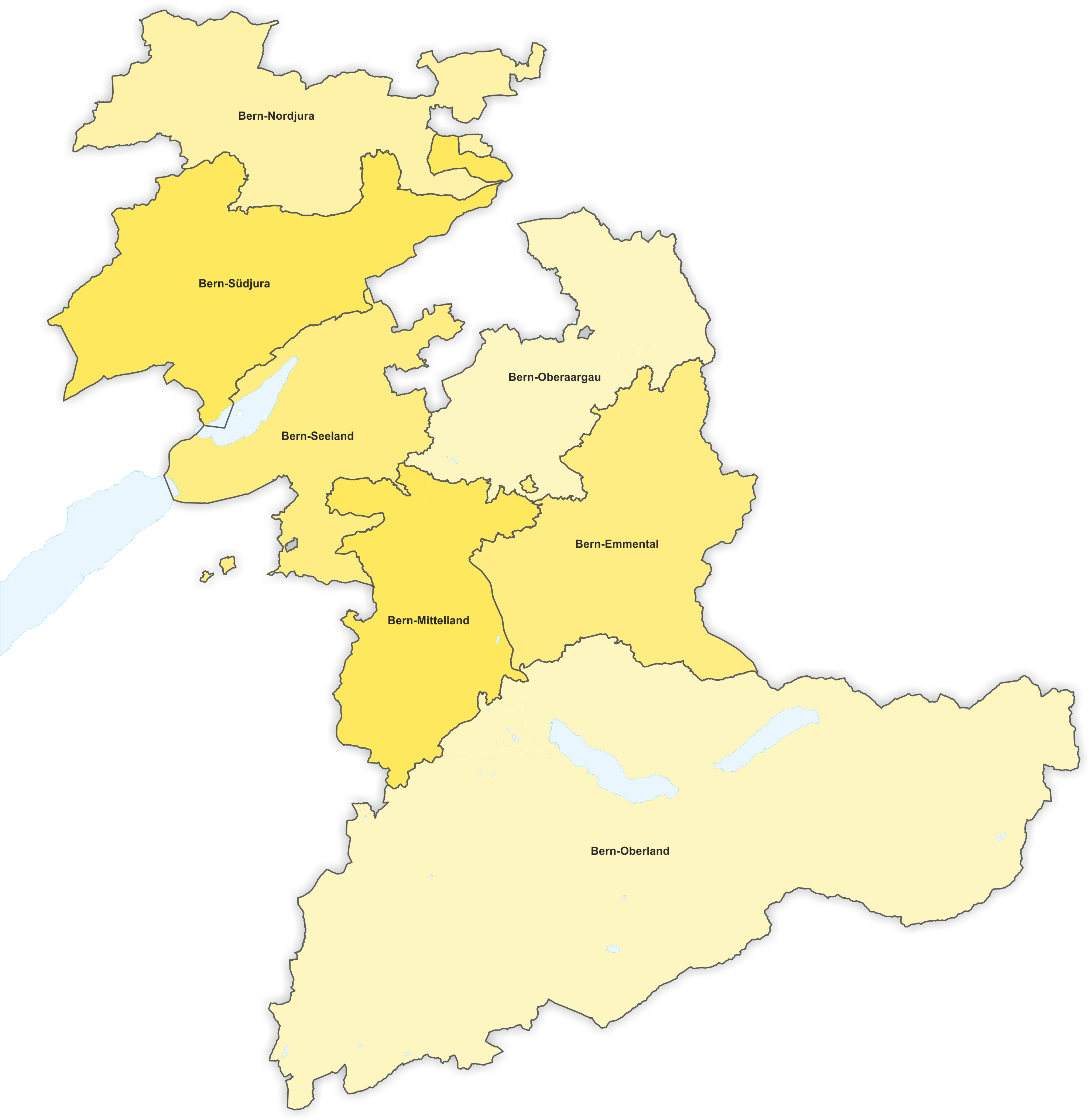
Wahlkreise Kanton Bern 1890–1911

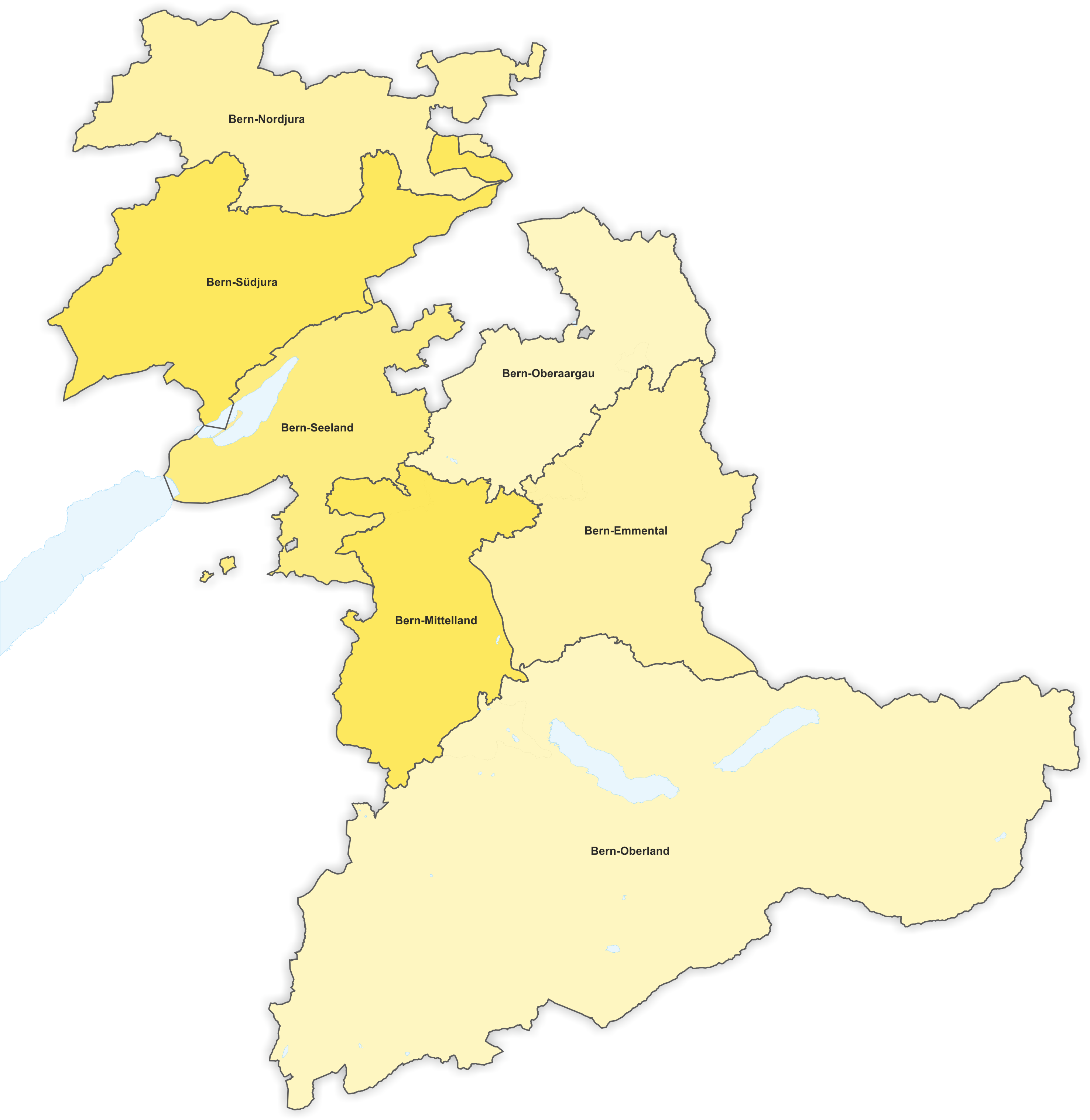
Wahlkreise Kanton Bern 1911–1919

Das Gebiet des Wahlkreises wurde am 20. Juni 1890 mit dem «Bundesgesetz betreffend die Wahlen in den Nationalrat» festgelegt. Dabei trennte man den bisherigen Wahlkreis Bern-Jura in zwei Teile. Der neu geschaffene Wahlkreis Bern-Nordjura umfasste:
- den Amtsbezirk Delémont
- den Amtsbezirk Laufen
- den Amtsbezirk Porrentruy

Aufgrund des komplizierten Grenzverlaufs des Amtsbezirks Delémont gab es eine Exklave mit der Gemeinde Montsevelier. Diese wiederum war von einer Enklave des zum Wahlkreis Bern-Südjura gehörenden Amtsbezirks Moutier umschlossen, bestehend aus den Gemeinden Corban, Courchapoix, Mervelier und Schelten.
1919 wurden die sieben Berner Wahlkreise zum heute noch bestehenden Nationalratswahlkreis Bern zusammengelegt, in welchem das Proporzwahlrecht gilt.

## Nationalräte
- G = Gesamterneuerungswahl
- E = Ersatzwahl bei Vakanzen

| Datum                 | Wahl | Gewählte | Gewählte                                 | Partei |
| --------------------- | ---- | -------- | ---------------------------------------- | ------ |
| 26.10.1890            | G    |          | Henri Cuenat                             | FL     |
| 26.10.1890            | G    |          | Joseph Choquard                          | KK     |
|                       |      |          |                                          |        |
| 29.10.1893            | G    |          | Henri Cuenat                             | FL     |
| 29.10.1893            | G    |          | Joseph Choquard                          | KK     |
|                       |      |          |                                          |        |
| 17.11.1895            | E    |          | Casimir Folletête                        | KK     |
|                       |      |          |                                          |        |
| 10.05.1896            | E    |          | Virgile Rossel                           | FDP    |
|                       |      |          |                                          |        |
| 25.10.1896            | G    |          | Casimir Folletête, Joseph-Auguste Boinay | KK     |
|                       |      |          |                                          |        |
| 29.10.1899 05.11.1899 | G    |          | Émile Boéchat                            | FDP    |
| 29.10.1899 05.11.1899 | G    |          | Casimir Folletête                        | KK     |
|                       |      |          |                                          |        |
| 20.01.1901            | E    |          | Joseph Choquard                          | KK     |
|                       |      |          |                                          |        |
| 26.10.1902            | G    |          | Louis Joliat                             | FDP    |
| 26.10.1902            | G    |          | Joseph Choquard, Ernest Daucourt         | KK     |
|                       |      |          |                                          |        |
| 14.08.1904            | E    |          | Henri Simonin                            | FDP    |
|                       |      |          |                                          |        |
| 29.10.1905 05.11.1905 | G    |          | Henri Simonin                            | FDP    |
| 29.10.1905 05.11.1905 | G    |          | Joseph Choquard, Ernest Daucourt         | KK     |
|                       |      |          |                                          |        |
| 25.10.1908 15.11.1908 | G    |          | Henri Simonin                            | FDP    |
| 25.10.1908 15.11.1908 | G    |          | Joseph Choquard, Ernest Daucourt         | KK     |
|                       |      |          |                                          |        |
| 29.10.1911            | G    |          | Henri Simonin                            | FDP    |
| 29.10.1911            | G    |          | Joseph Choquard, Ernest Daucourt         | KK     |
|                       |      |          |                                          |        |
| 25.10.1914 08.11.1914 | G    |          | Henri Simonin                            | FDP    |
| 25.10.1914 08.11.1914 | G    |          | Joseph Choquard, Ernest Daucourt         | KVP    |
|                       |      |          |                                          |        |
| 28.10.1917 18.11.1917 | G    |          | Maurice Goetschel                        | FDP    |
| 28.10.1917 18.11.1917 | G    |          | Joseph Choquard, Ernest Daucourt         | KVP    |

## Quelle
- Erich Gruner: Die Wahlen in den Schweizerischen Nationalrat 1848–1919. Band 3. Francke Verlag, Bern 1978, ISBN 3-7720-1445-3.